# Мустафинська сільська рада
Муста́финська сільська рада (рос. Мустафинский сельский совет) — муніципальне утворення у складі Бакалинського району Башкортостану, Росія. Адміністративний центр — село Мустафино.

## Населення
Населення — 827 осіб (2019, 957 у 2010, 1151 у 2002).

## Склад
До складу поселення входять такі населені пункти:
| Населений пункт      | Населення, осіб (2002) | Населення, осіб (2010) |
| -------------------- | ---------------------- | ---------------------- |
| Мустафино, село      | 985                    | 821                    |
| Нарат-Єлга, село     | 143                    | 120                    |
| Пальчиково, присілок | 23                     | 16                     |